# Jill Flint
Pour les articles homonymes, voir Flint.
Jill Flint est une actrice américaine née le 25 novembre 1977 à Cherry Valley dans le Comté d'Otsego dans l'État de New York.
Elle est surtout connue pour ses rôles principaux dans les séries médicales Royal Pains (2009 à 2012) et The Night Shift (2014 à 2017). Entre les deux, elle a joué l'agent Lana Delaney dans douze épisodes de la série judiciaire The Good Wife.

## Filmographie

### Films
- 2004 : Garden State de Zach Braff
- 2008 : The Women, de Diane English : Annie
- 2008 : Cadillac Records de Darnell Martin : Shelly Feder
- 2008 : Blue Blood de Brett Ratner (téléfilm) : Kara
- 2009 : How I Got Lost (en) de Joe Leonard : Vincent
- 2011 : Fake de Gregory W. Friedle : Kelly Monaghan
- 2012 : The Amazing Spider-Man de Marc Webb : réceptionniste
- 2018 : La Mule de Clint Eastwood : Pam

### Séries télévisées
- 2006 : Conviction : Lisa Sandorff (3 épisodes)
- 2006 : New York, section criminelle : Trisha (1 épisode: "The War at Home")
- 2006 : Gossip Girl (série télévisée) : Beth (4 épisodes)
- 2007 : Six Degrees : Lisa Crane (5 épisodes)
- 2009 : Nurse Jackie : Melissa Greenfield (4 épisodes)
- 2009-2012 : Royal Pains (série télévisée) : Jill
- 2009-2014 : The Good Wife (série télévisée) : Agent Lana Delaney (12 épisodes)
- 2010 : Mercy Hospital : Simone Sands (3 épisodes)
- 2012 : Les Experts : Miami : Elle Toring (1 épisode : "Last Straw")
- 2013 : Elementary : Alysa Darvin (1 épisode : Snow Angels)
- 2014-2017 : The Night Shift : Dr. Jordan Alexander (rôle principal)
- 2016-2017 : Bull : Diana Lindsay (Saison 1, épisodes 4 et 15) + (Saison 2, épisode 1)